# Запорізьке (Нововодолазький район)
Запорізьке — колишнє село в Україні, підпорядковувалося Нововодолазькій селищній раді Нововодолазького району Харківської області.
Дата зникнення невідома — між 1972 та 1986 роками.
Село знаходилося за 2 км від річки Вільхуватка та колишнього села Іваненки, прилягало до Новоселівки.

## Принагідно
- Прадідівська слава
- Мапіо